# Nachal Adina
Nachal Adina (hebrejsky נחל עדינא) je vádí v jižním Izraeli, na pomezí severovýchodního okraje Negevské pouště a v Judské poušti.
Začíná v nadmořské výšce okolo 400 metrů v kopcovité neosídlené pouštní krajině, cca 9 kilometrů severovýchodně od města Arad na svazích vrchu Giv'at Gadni. Směřuje pak k jihu, vstupuje do nevelké sníženiny Bik'at Kana'im, podchází lokální silnici číslo 3199, ze západu míjí horu Har Kana'im. Severovýchodně od hory Har Menachem, poté ústí zleva do vádí Nachal Rachaf, které jeho vody odvádí do Mrtvého moře.